# アカカミアリ
アカカミアリ（赤噛蟻、学名：Solenopsis geminata）は、ハチ目（膜翅目）アリ科フタフシアリ亜科に分類されるアリの一種。

## 分布
アメリカ合衆国南部、中央アメリカ、南アメリカ北部、カリブ諸島を原産地とする。
世界各地の熱帯から亜熱帯に移入分布している。日本では小笠原諸島の硫黄島、沖縄島・伊江島の在日米軍施設周辺に定着している。
2017年、2018年には東京港や神戸港でも発見された。2018年に神戸港で発見されたアリは、インドネシアジャカルタ港から運ばれポートアイランドに陸揚げされたコンテナから発見されている。

## 特徴
働きアリの体長は3〜5mmで、近縁の日本在来種と比べて大型。同属の近縁種（アカヒアリなど）とは、頭盾前縁の歯が2本であることで区別できる。
近縁のアカヒアリが作るような盛り上がったアリ塚は作らない。集団で連なることで、水に浮いて移動することができる。
巣に刺激を与えるなどすると、防衛のために集団で咬みつき、腹部の針で猛烈に刺してくる。刺咬によってアナフィラキシーショックが発生することがあり、日本でも1996年に沖縄島の在日米軍兵が本種に攻撃されてアナフィラキシーショックを引き起こしている。一方で、本種の毒はアカヒアリほど強くはなく、死亡例は報告されていない。

## 外来種問題
世界中の貿易活動にともない、乗り物や物資に紛れ込んだりして分布を拡大していった。日本では在日米軍の輸送物資に混入したものと考えられている。
小型の節足動物の捕食、在来アリの競合・駆逐、人への刺咬被害、餌となる甘露を提供するカイガラムシを本種が保護することによる農業被害など多くの問題を引き起こす。
日本では、2005年に外来生物法により特定外来生物の第一次指定を受けている。